# Podsafe
Podsafe – termin definiujący materiały wykorzystywane w podkastingu, które mogą bez opłat być wykorzystywane do tworzenia podkastów. Angielskojęzyczne słowo nie ma odpowiednika polskiego. Powstało z połączenia dwóch słów. iPod, które w tym wypadku odnosi się do podkastów i safe (bezpieczny).
Autorzy, wykonawcy i producenci materiałów podsafe, głównie muzycznych, zgadzają się na takie wykorzystanie. Utwory takie mogą być używane w podkastach ale do wykorzystania w tradycyjnym radiu lub telewizji na podstawie odrębnej umowy.
Po raz pierwszy terminu podsafe użył Adam Curry w swoim podkaście Daily Source Code 29 grudnia 2004 roku ogłaszając planetarną premierę muzyki podsafe.
Premiera pierwszej strony internetowej z muzyką podsafe odbyła się w styczniu 2005 roku. W sierpniu 2005 roku Podsafe Music Network uzyskało wsparcie sponsora Absolut

## Definicja
Nie istnieje licencja, która określałaby zakres wykorzystania utworów podsafe. Każda z witryn oferujących utwory podsafe ma własne określenia zakresu używania jej do publikacji w podkastach. Niektóre witryny z utworami podsafe, na przykład Internet Archive oferują utwory z natury podsafe - określone mianem domeny publicznej inne, na przykład Jamendo, korzystają z licencji Creative Commons, jeszcze inne Podcast-Legal Music, Music Alley, Magnatune określają szczegółowo warunki wykorzystania utworów w regulaminach użytkowników.
Utwory podsafe nie wymagają od podkasterów opłat wnoszonych do ZAiKS zgodnie z polskim prawem za inne utwory, których nie określają żadne szczególne licencje, lub nie posiadają określonej licencji na wykorzystanie do dalszej publikacji.
Żeby udostępnić utwór, który będzie podsafe autorzy, wykonawcy i producenci utworu muszą się na to zgodzić. Podkaster chcąc wykorzystać utwór w swoich podkastach powinien taką zgodę posiadać. Pisemnej zgody wymaga natomiast przeniesienie autorskich praw majątkowych na wyłączność.
 W związku z tym nie jest wymagana zgoda na piśmie jeśli nie dotyczy wyłączności. W rzeczywistości często jest tak, że autor jest jednocześnie jedynym wykonawcą i producentem, wtedy do publikacji utworu, który będzie mógł być wykorzystywany w podkastach wystarczy jego zgoda.
Zgoda ta może być wyrażona poprzez określenie licencji na podstawie licencji Creative Commons lub szczegółowo opisana przez autora na przykład na stronie internetowej. Utwory umieszczone na stronach internetowych zespołów przez same zespoły, fanów lub wytwórnie płyt i wydawców nie są podsafe. Jeśli nie jest jasno określona licencja utworu należy przyjąć, że ma on zastrzeżone wszelkie prawa autorskie.
Istnieje dość powszechne, błędne przekonanie, że bez zgody autora, wykonawcy i producenta utworu można wykorzystać do własnej publikacji 30 sekund nagrania. Każdy fragment utworu wykorzystany bez zgody właściciela majątkowych praw autorskich jest naruszeniem prawa.